# Miřetice u Vintířova
Miřetice u Vintířova (německy Meretitz) jsou malá vesnice, část obce Radonice v okrese Chomutov. Nachází se asi dva kilometry od Radonic. Leží v katastrálním území Radonice u Kadaně o výměře 13,17 km².

## Název
Název vesnice je odvozen z osobního jména Mirata ve významu ves lidí Miřatových. Jméno Mirata vychází ze staročeského výrazu mier (mír) nebo miera (míra). V historických pramenech se jméno vesnice vyskytuje ve tvarech: de Mirzeticz (1394), Meretitz (1787 a 1846) a Miřetice u Vintířova (1854).

## Historie
První písemná zmínka o vesnici pochází z roku 1394, kdy jsou zmiňováni Pešek a Buda z Miřetic. Ovšem podle listiny z roku 1367 patřila k panství hradu Hasištejn, které tehdy měli v zástavě bratři Heřman a Bernard ze Šumburku. V šestnáctém století byla vesnice připojena k vintířovskému panství, jehož součástí zůstaly až do roku 1850, kdy se stala součástí Vintířova.

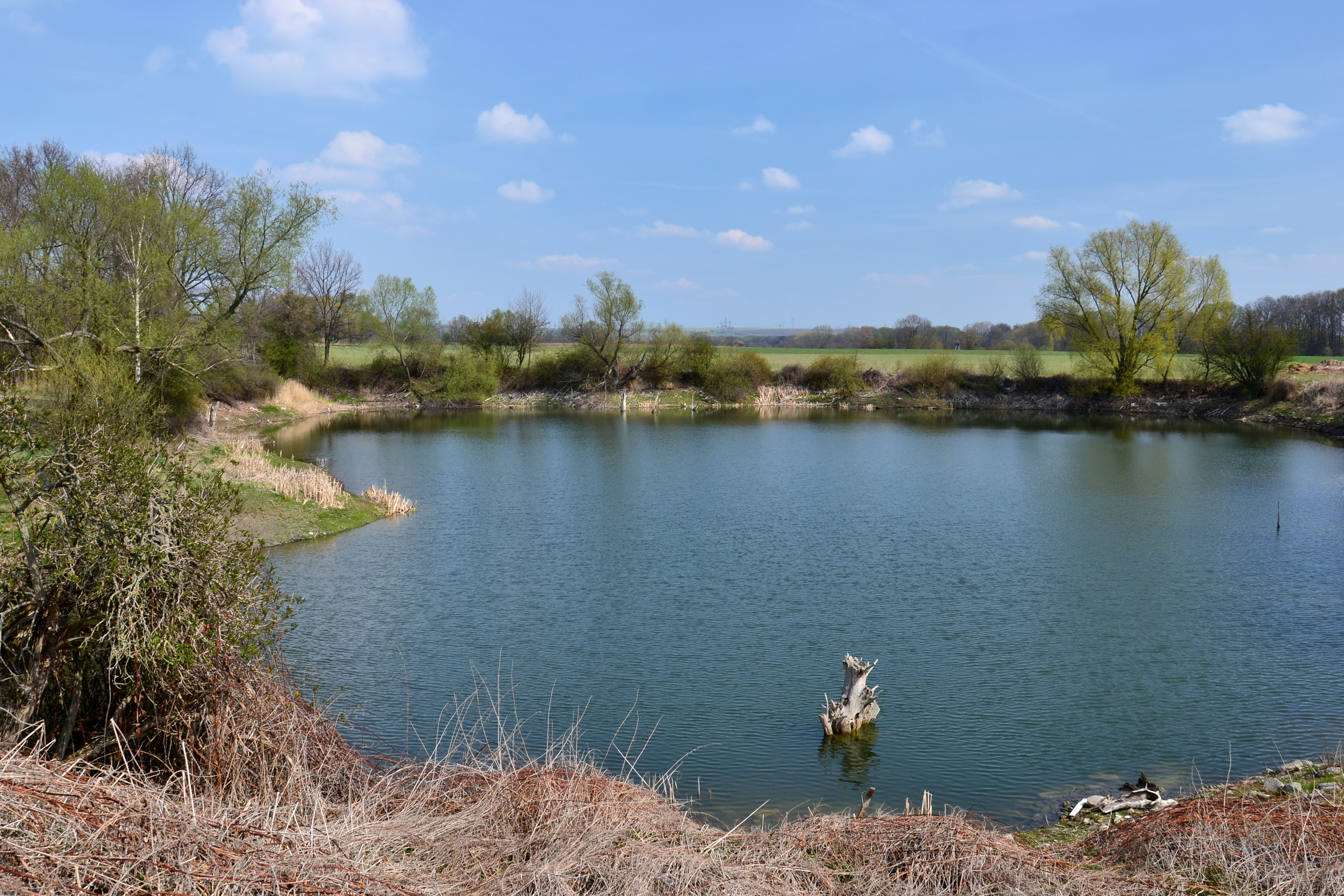
Zatopený hnědouhelný lom Anna Eleanora

Třicetiletá válka Miřetice příliš nepostihla. Ve čtrnácti domech zde žilo pět sedláků, sedm chalupníků a dvě rodiny závislé na obci. Dohromady měli třináct potahů, sedmnáct krav, šestnáct jalovic, 23 ovcí a 76 prasat. K vesnici patřilo 226 strychů orné půdy. Jeden z chalupníků provozoval šenk. Před koncem osmnáctého století se počet usedlostí zvýšil na 27 a v roce 1843 žilo ve 28 domech 143 obyvatel. Od roku 1886 se vesnice stala samostatnou obcí, ale neměla vlastní kostel ani školu.
V těsném sousedství vesnice fungoval od počátku padesátých let devatenáctého století důl Jan vybudovaný A. Stöcklem. Brzy po otevření produkoval 1400 tun uhlí ročně a těžba zesílila po odvodnění terénu, které umožnilo těžbu svrchní sloje povrchovým lomem. Do roku 1887, ve kterém byl provoz dolu zastaven, se v něm vytěžilo asi sto tisíc tun uhlí. V roce 1918 ve stejné lokalitě otevřela Radonická uhelná společnost povrchový lom Anna Eleanora. Po vytěžení několika tisíc tun nekvalitního uhlí byl lom nejpozději v roce 1922 uzavřen. Z lomu se zachovala zatopená jáma a zbytky železniční vlečky, kterou se uhlí odváželo k radonickému nádraží.

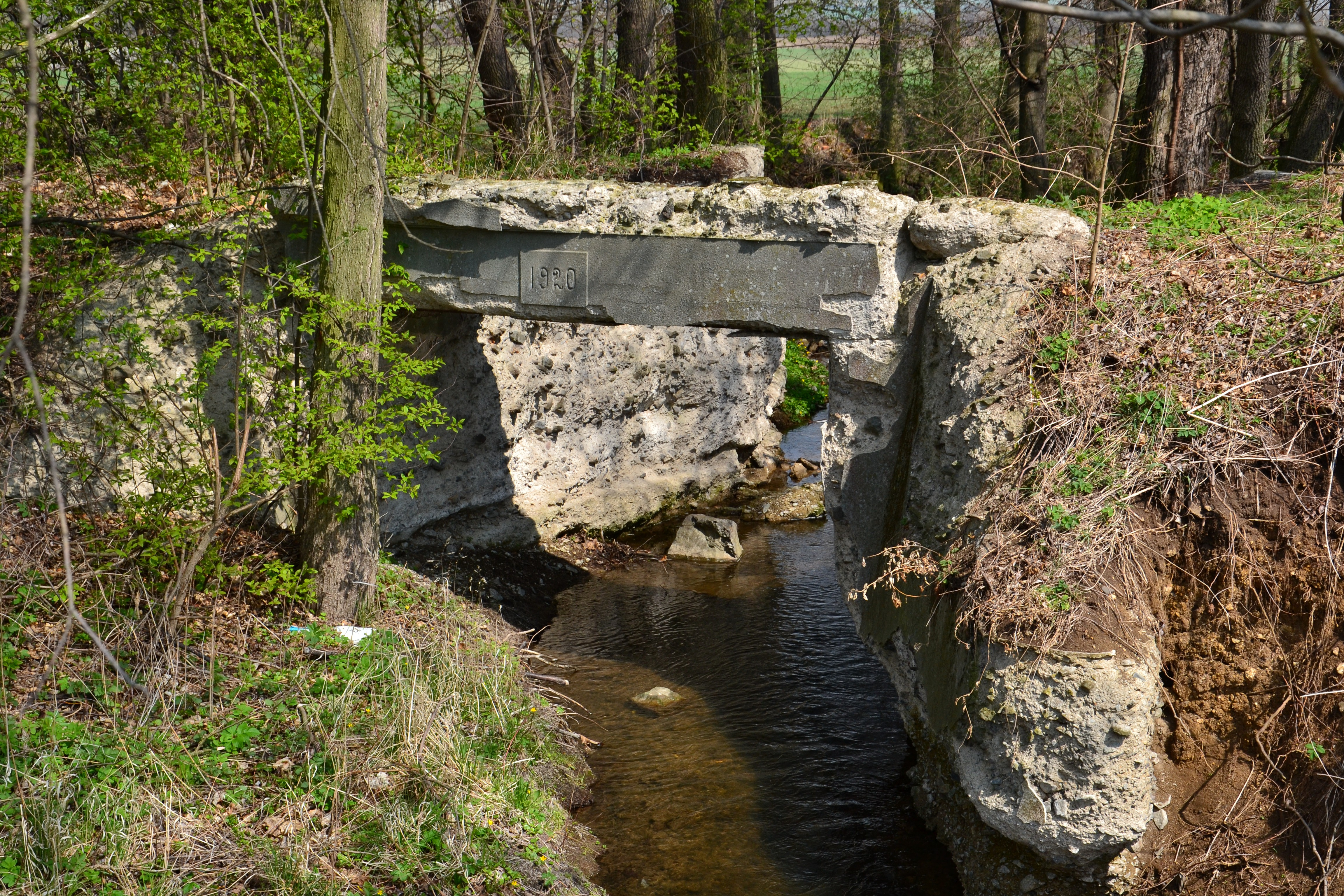
Fragment můstku železniční vlečky

Během druhé světové války sloužil dům čp. 18 jako zajatecký tábor pro dvacet válečných zajatců z Francie. Vysídlení Němců z Československa a zřízení blízkého vojenského újezdu způsobilo hlubokou stagnaci, v jejímž důsledku musela být zbořena značná část domů a dochovaná zástavba byla ještě na začátku 21. století ve zchátralém stavu. Zejména severní strana návsi si však uchovala určitou urbanistickou a památkovou hodnotu.

## Obyvatelstvo
Při sčítání lidu v roce 1921 zde žilo 192 obyvatel (z toho 97 mužů), z nichž bylo osm Čechoslováků a 184 Němců. Všichni patřili k římskokatolické církvi. Podle sčítání lidu z roku 1930 měla vesnice 151 obyvatel: jednoho Čechoslováka a 150 Němců. I tentokrát byli všichni římskými katolíky.
|           | 1869 | 1880 | 1890 | 1900 | 1910 | 1921 | 1930 | 1950 | 1961 | 1970 | 1980 | 1991 | 2001 | 2011 | 2021 |
| --------- | ---- | ---- | ---- | ---- | ---- | ---- | ---- | ---- | ---- | ---- | ---- | ---- | ---- | ---- | ---- |
| Obyvatelé | 170  | 143  | 156  | 152  | 165  | 192  | 151  | 95   | 63   | 55   | 48   | 31   | 33   | 32   | 29   |
| Domy      | 27   | 30   | 28   | 28   | 29   | 30   | 31   | 29   | 16   | 13   | 14   | 13   | 13   | 14   | 14   |

## Obecní správa
Miřetice jsou místní částí obce Radonice. V roce 1869 byly osadou Vintířova a při sčítání lidu v letech 1880–1890 byly pod názvem Miřetice u Radonice samostatnou obcí v okrese Kadaň. Do téhož okresu spadaly také v období 1900–1950, ovšem pod jménem Miřetice u Vintířova. Od roku 1961 se uvádí jako místní část Radonic v okrese Chomutov.

## Pamětihodnosti

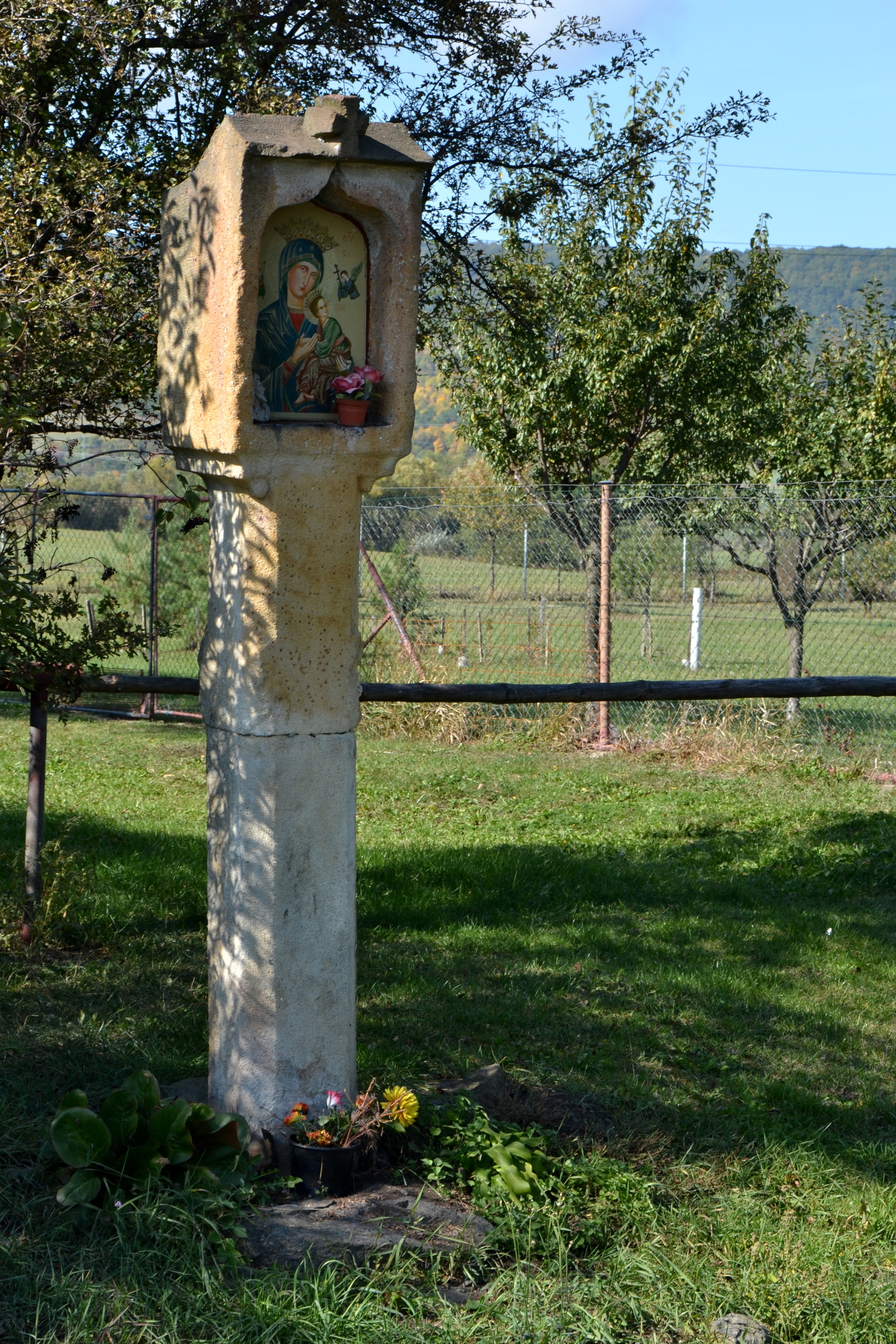
Boží muka

Na jižní straně návsi stávaly rozměrné usedlosti, zatímco stranu severní zaujala menší hospodářství, z nichž některá snad vznikla rozdělením větších statků. Přímo na návsi a na její západní straně byla postavena řada chalupnických a domkářských domů. Jediným dochovaným domem s hrázděným patrem je bývalé čp. 13. Většina domů byla postavena v klasicistním a ekletickém slohu, ale dochovala se ve zmodernizovaných podobách (čp. 12, 14, 15 a 16). Nejhonosnějším domem je čp. 17.
Na jižním okraji vesnice stojí památkově chráněná boží muka. K domu čp. 28 je přistavěna obdélná kaple svaté Anny ze druhé poloviny osmnáctého století. Má zbouranou původní střechu se sanktusníkem a využívá se jako skladiště. V mezi v polích na západ od vesnice stojí zděná výklenková kaple se zničenými fasádami.